# 二人ぼっち時間
「二人ぼっち時間」（ふたりぼっちじかん）は、日本のシンガーソングライター・椎名林檎による楽曲。NHKの音楽番組『みんなのうた』で2009年6月から7月にかけて放送された。

## 概要
椎名にとって『みんなのうた』への楽曲提供は2003年10から11月にかけて放送された「りんごのうた」以来6年ぶり2度目の出演となるが、本楽曲では名前を平仮名表記の「しいなりんご」として提供している。本楽曲について「不景気な世の中にあって、思わず踊りたくなる弾けた景気の良いリズム、そして子供も大人も歌いたくなる夢のある音楽を持って親子で歌える、新しい“ドレミの歌”を作りたかった」と語っている。
映像中の人形劇はヨーロッパを中心に活動しているさわのりゆき（沢則行）が手掛け、映像は番組3回目の参加となるたかぎひろえ（高木啓江）が担当した。
本曲は2009年6月1日より着うたで先行配信され、同年6月24日に発売された椎名の4作目のスタジオ・アルバム『三文ゴシップ』に収録された。